# Без особливого ризику
«Без особливого ризику» (рос. «Без особого риска») — радянський художній фільм 1983 року, режисера  Самвела Гаспарова.

## Сюжет
У фільмі показані працівники міліції як звичайні люди, у них сім'ї, проблеми. Але на роботі вони зайняті операцією із затримання небезпечного злочинця. Це відбувається в Криму і ніяк не повинно заважати відпочиваючим.
З проблем — у капітана не вистачає розуміння з дружиною, а їх син брав участь в бійці в школі; у лейтенанта сестра вечорами з кимось зустрічається; їх же колега по органам надмірно активний — він постійно бігає по магазинах і дзвонить своїм тбіліським родичам.

## У ролях
- Борис Невзоров —  Юрій Сергійович Грановський, капітан міліції, старший інспектор карного розшуку
- Ашот Мелікджанян —  Левон Суренович Аветисов, старший лейтенант міліції, інспектор карного розшуку
- Олександр Галибін —  Віктор Сергійович Петров, лейтенант міліції, інспектор карного розшуку
- Михайло Пуговкін —  Сергій Сергійович, батько Грановського
- Ольга Гаспарова —  Ольга Грановська
- Марина Тбілелі —  мати Аветісова
- Борис Хімічев —  полковник Сафонов
- Михайло Кокшенов —  Музиченко
- Олександр Іншаков —  грабіжник Зеро
- Олег Федулов —  грабіжник
- Євген Бакалов —  молодий грабіжник
- Наталія Суровегіна —  ведуча конкурсу на теплоході
- Борис Гітін —  пасажир ялтинського автобуса
- Юрій Сорокін —  дільничний Семенов
- Вадим Захарченко —  батько Віктора Петрова
- Раїса Рязанова —  нова дружина Петрова-старшого
- Анзор Урдія —  сусід Аветісову
- Галина Комарова —  Ритка
- Георгій Мілляр —  пасажир ялтинського автобуса
- Марія Скворцова —  нянечка в лікарні

## Знімальна група
- Автор сценарію: Раміз Фаталієв
- Режисер:  Самвел Гаспаров
- Оператор:  Сергій Філіппов
- Художник:  Олександр Попов
- Композитор:  Євген Крилатов